# BohaterON – włącz historię!

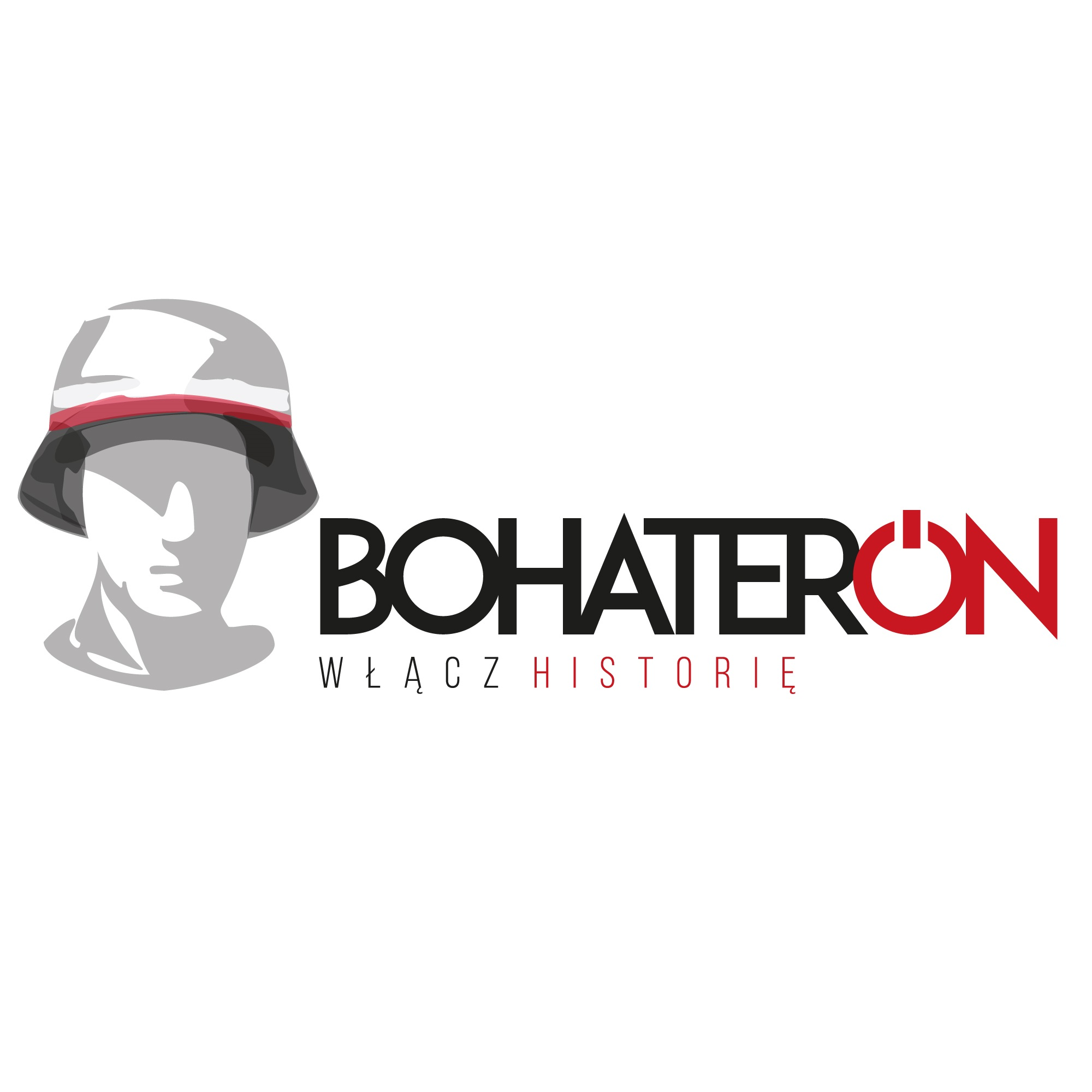
Logotyp kampanii BohaterON – włącz historię!

BohaterON – włącz historię! – ogólnopolska kampania społeczno-edukacyjna realizowana od 2016 roku przez Fundację Sensoria i Fundację Pokolenia Kolumbów. Jej celem jest popularyzacja wiedzy na temat Powstania Warszawskiego oraz historii Polski XX wieku. Początkowo działania promocyjne kampanii BohaterON powiązano z serialem telewizyjnym „Czas honoru”, a ambasadorami zostali odtwórcy głównych ról. Z czasem grono ambasadorów poszerzyło się o osoby znane z różnych dziedzin życia publicznego.
Nazwa kampanii łączy polskie słowo „bohater” z angielskim „on” (oznaczającym „włączony”), symbolicznie odnosząc się do idei „włączania” pamięci historycznej i zaangażowania w jej upowszechnianie.

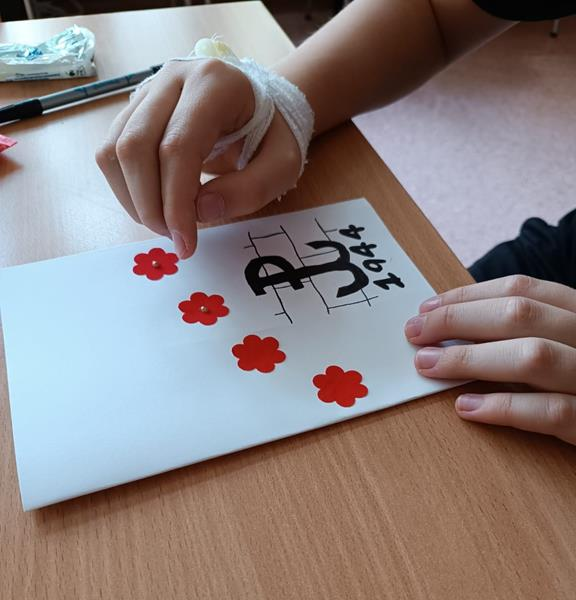
Kartka dla Powstańca wykonywana w ramach akcji w szpitalu.

## Początki kampanii
Inicjatywa kampanii nawiązuje do wcześniejszej akcji „Kartka dla Powstańca”, prowadzonej w latach 2014–2015. W jej ramach dzieci ze szkół przyszpitalnych wykonywały kartki w barwach narodowych, które następnie przekazywano żyjącym uczestnikom Powstania Warszawskiego. W 2016 roku odbyła się pierwsza edycja kampanii BohaterON, w ramach której również rozsyłano kartki do powstańców. Uczestnicy mogli wysyłać kartki zarówno w tradycyjnej formie, jak i elektronicznie, za pośrednictwem specjalnego generatora na stronie kampanii. W promocję zaangażowani zostali twórcy serialu „Czas honoru”.

## Pamięć

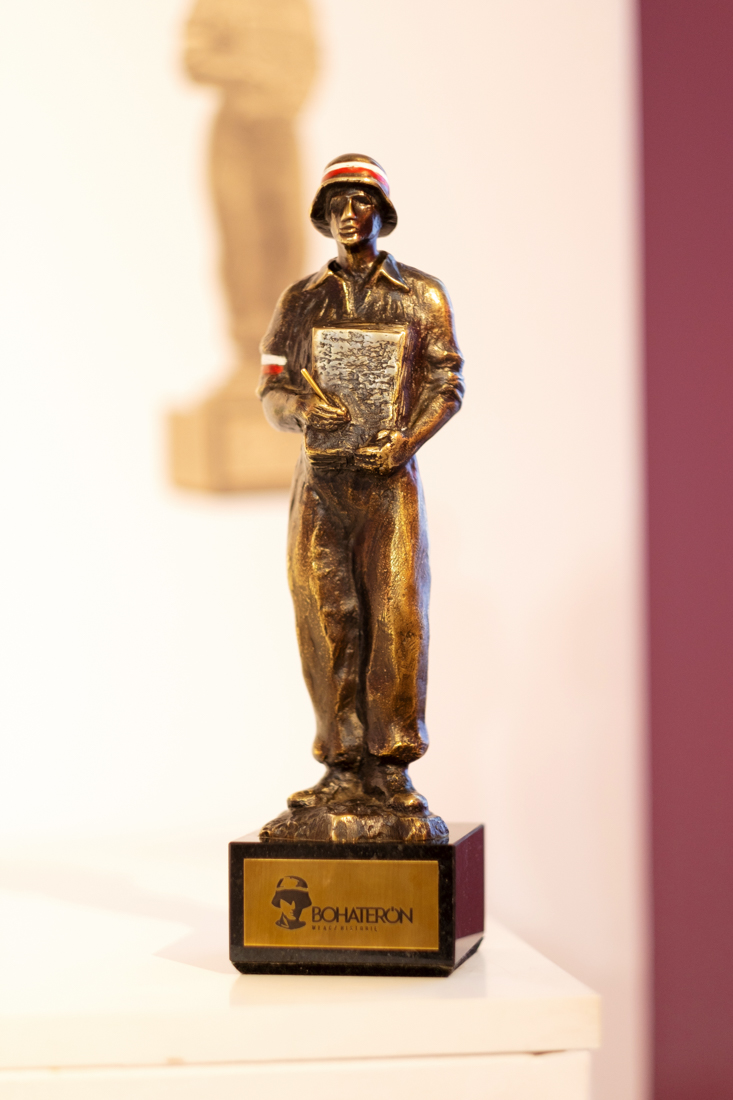
Statuetka wręczana dla laureatów Nagrody BohaterONy im. Powstańców Warszawskich

Celem kampanii jest promowanie patriotycznych postaw i tożsamości narodowej w Polsce i poza jej granicami, a także tworzenie wspólnoty pamiętającej o historii naszego kraju i jego bohaterach przez cały rok. Przez siedem edycji kampanii do uczestników walk o stolicę napisano ponad 1,25 mln kartek. Od 2022 roku działa także strona internetowa www.wpis.dumnizpowstancow.pl, za pośrednictwem której można wyrazić słowa wdzięczności wobec Powstańców Warszawskich oraz zaangażowania w obchody rocznicy wybuchu Powstania.
By promować postawy patriotyczne i działania związane z propagowaniem wiedzy o historii Polski XX wieku, w 2019 roku została ustanowiona Nagroda BohaterONy im. Powstańców Warszawskich. Ma ona na celu wyróżnienie osób i instytucji, których działania w szczególny sposób promują wiedzę o historii Polski XX wieku (lata 1918-1989) oraz edukację historyczno-patriotyczną, a także współczesny wyraz patriotyzmu i wcielania w życie wartości jakimi kierowali się Powstańcy Warszawscy. Dotychczas w ciągu 6 edycji łącznie zostało wyróżnionych statuetką 146 osób, firm i instytucji:
- Laureaci i finaliści nagrody BohaterONy im. Powstańców Warszawskich 2019[8]
- Laureaci i finaliści nagrody BohaterONy im. Powstańców Warszawskich 2020[9]
- Laureaci i finaliści nagrody BohaterONy im. Powstańców Warszawskich 2021[10]
- Laureaci i finaliści nagrody BohaterONy im. Powstańców Warszawskich 2022[11]
- Laureaci i finaliści nagrody BohaterONy im. Powstańców Warszawskich 2023[12]
- Laureaci i finaliści nagrody BohaterONy im. Powstańców Warszawskich 2024[13]

## Edukacja

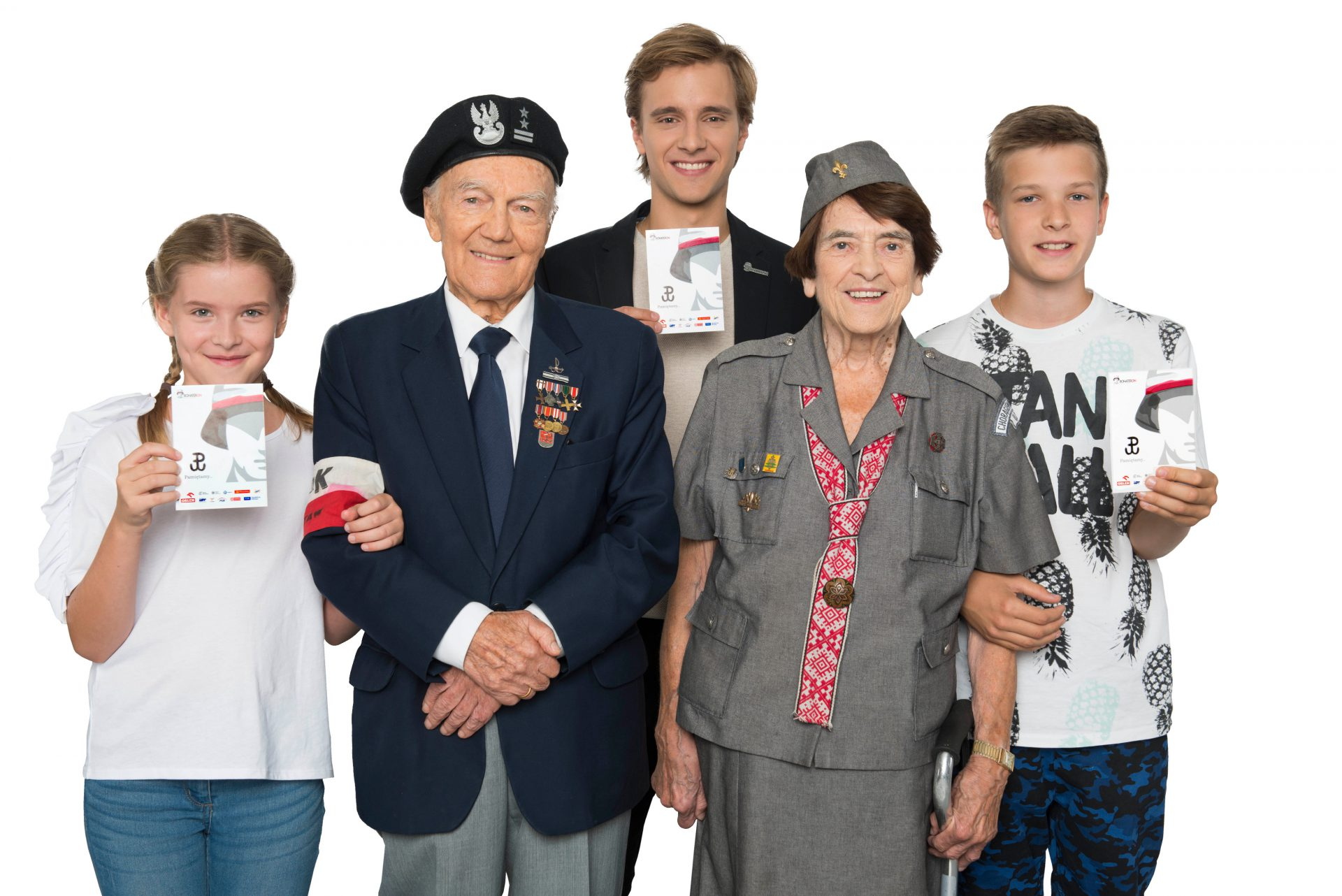
Grafika promocyjna projektu "BohaterON w Twojej Szkole", Prof. Jerzy Majkowski, Zofia Czekalska, Maciej Musiał z uczniami.

Ważną część kampanii stanowi edukacja młodzieży szkolnej. Od 2016 roku w działania edukacyjne w ramach akcji BohaterON w Twojej Szkole zaangażowało się ponad 10 000 przedszkoli, szkół i placówek dla dzieci i młodzieży. Ponad 2,5 mln uczniów z Polski oraz polskich placówek za granicą wzięło udział w lekcjach z zakresu historii i edukacji patriotycznej. Ponadto, blisko 500 nauczycieli uczestniczyło w warsztatach i seminariach. 

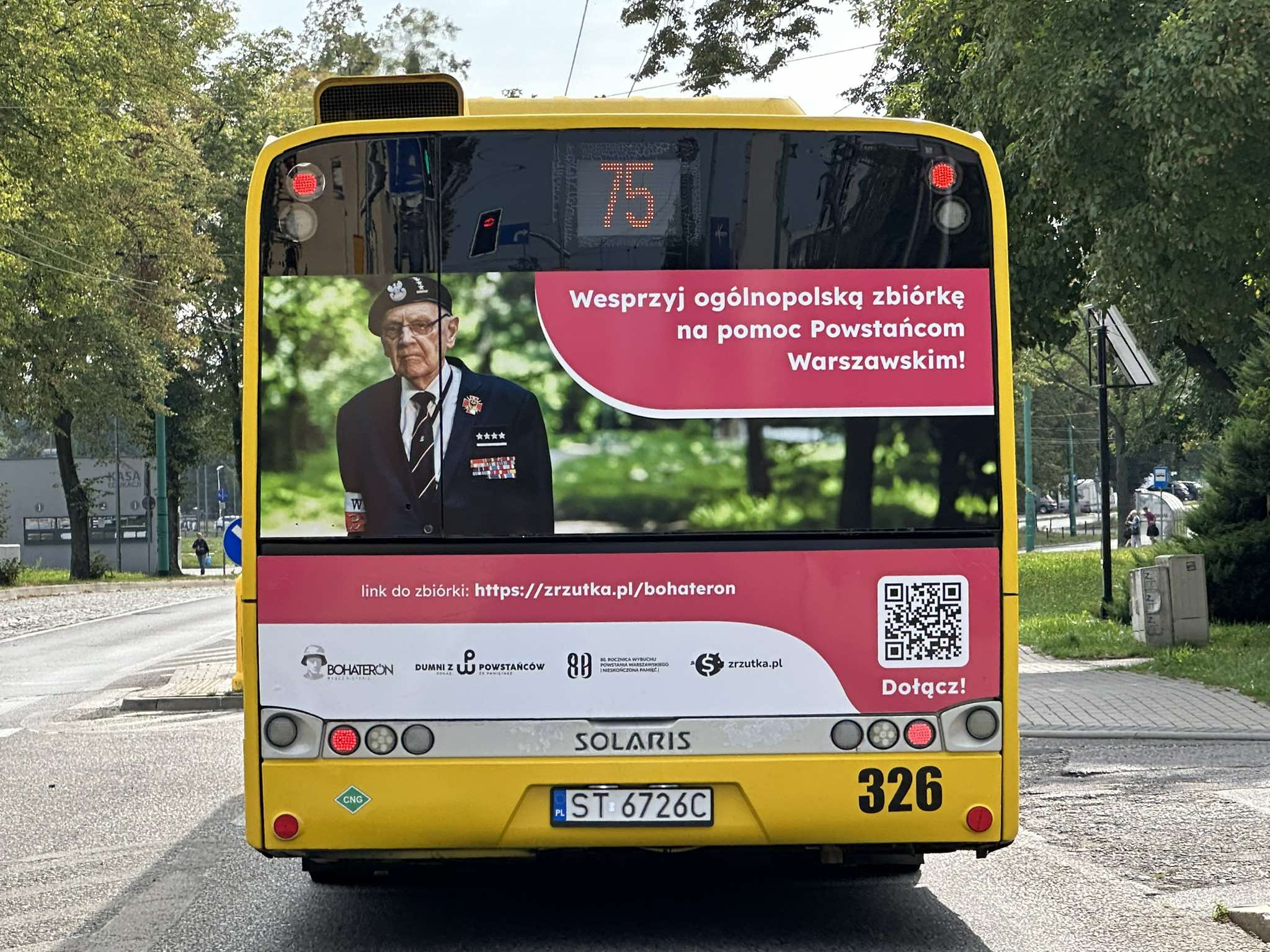
Zdjęcie przedstawiające szyld kampanii pomocowej dla Powstańców Warszawskich umieszczony na autobusie komunikacji miejskiej w Tychach.

## Pomoc
Przez cały rok zespół kampanii BohaterON angażuje się w pomoc skierowaną do bohaterów walk o stolicę. Wraz z wolontariuszami pomaga Powstańcom Warszawskim w codziennych obowiązkach, koordynuje pomoc medyczną, wspiera materialnie tych, którzy tego potrzebują. Organizuje internetowe zbiórki, finansuje zakup i dowóz domowych obiadów. Na wsparcie uczestników zrywu z 1944 r. w ciągu 10 lat przeznaczone zostało 2,25 mln złotych.

## Nagrody i wyróżnienia

### 2017
- Wyróżnienie w konkursie na najlepszą Kampanię Społeczną Roku 2016[16] kampaniespoleczne.pl i Fundacji Komunikacji Społecznej.

### 2018
- Nominacja w kategorii „społeczna inicjatywa roku” w 12. edycji plebiscytu TRAVELERY[17] National Geographic Polska.
- Finalista konkursu Power of Content Marketing Awards[18] organizowanego przez Stowarzyszenie Content Marketing Polska w kategorii „non profit”.
- Tytuł „Wydarzenie Historyczne Roku 2017”[19] w plebiscycie Muzeum Historii Polski i portalu historia.org.pl
- Brązowy Krzyż Zasługi za działalność na rzecz upamiętnienia prawdy o najnowszej historii Polski nadany przez Prezydenta Rzeczypospolitej Polskiej Agnieszce Łesiuk-Krajewskiej[20], Przewodniczącej Komitetu Organizacyjnego kampanii BohaterON – włącz historię!
- Medal „Pro Bono Poloniae” dla Agnieszki Łesiuk-Krajewskiej[21], Przewodniczącej Komitetu Organizacyjnego kampanii BohaterON – włącz historię! za zasługi w krzewieniu postaw patriotycznych. Wyróżnienie przyznane przez Szefa Urzędu do Spraw Kombatantów i Osób Represjonowanych.
- Tytuł Współczesnego WAWA Bohatera[22] w pierwszej edycji nagród projektu WAWA Bohaterom TVP3 Warszawa.

### 2019
- Nagroda Honorowa „Świadek Historii”[23] przyznana Fundacji Sensoria przez Instytut Pamięci Narodowej we Wrocławiu w uznaniu szczególnych zasług w upamiętnianiu historii narodu polskiego, w tym za kampanię BohaterON – włącz historię!

### 2020
- Kampania BohaterON – włącz historię! została doceniona Nagrodą Ministra Kultury, Dziedzictwa Narodowego i Sportu w kategorii „Ochrona dziedzictwa narodowego” [24].

### 2022
- Nagroda Publiczności[25] podczas plebiscytu KGHM Ambasador Polski.

### 2024
- W 82. rocznicę utworzenia Armii Krajowej zespół kampanii BohaterON otrzymał odznaczenie pamiątkowe Światowego Związku Żołnierzy Armii Krajowej – Medal „Za Zasługi dla ŚZŻAK”[26].